# Jaume Medina
Jaume Medina i Casanovas (Vich, Provincia de Barcelona, 6 de abril de 1949 - Barcelona, 11 de marzo de 2023) fue un filólogo, latinista, escritor, traductor y poeta español.

## Vida

### Carrera académica
Estudió el bachillerato en su ciudad natal y se licenció en filología clásica en la Universidad de Barcelona (1972). En 1976 leyó una tesis sobre Los ritmos clásicos en la poesía catalana en la Universidad Autónoma de Barcelona, donde obtuvo el grado de doctor, y donde ejerce de profesor de filología latina desde 1972 (catedrático desde 2009). 

### Investigación
Sus enseñanzas, de carácter eminentemente filológico, han estado dedicadas a la lengua y a la literatura latinas de todas las épocas, con una atención especial al latín vulgar, tardío, medieval y humanístico, así como a la retórica clásica, a la métrica y a la estilística, y también al pensamiento romano y a la civilización de Roma. Ha participado en diversos cursos propedéuticos de introducción al latín y ha dado numerosos cursos de doctorado y de máster. Ha sido un asiduo colaborador en proyectos de investigación y ha dirigido uno dedicado a la edición de diversas obras latinas de Ramon Llull. Ha destacado como investigador, con más de trescientos estudios publicados sobre filología latina (lengua y literatura), tradición clásica y filología catalana (lengua y literatura). Ha impartido numerosos cursillos, seminarios y conferencias sobre literatura antigua y moderna. Ha sido fundador de la Sociedad Catalana de Estudios Clásicos (1979), coordinador del Simposio Carles Riba (1984) y es miembro del consejo de dirección de la Fundació Bernat Metge. Ha sido uno de los colaboradores de la Historia de la literatura catalana de Riquer-Comas-Molas.
Tiene diversas traducciones al catalán publicadas en las colecciones de Textos Filosòfics, Clàssics del Cristianisme y Fundació Bernat Metge. Colaborador del Raimundus-Lullus-Institut de la Universidad de Friburgo de Brisgovia (Alemania) en la tarea de edición de las obras latinas de Ramon Llull, ha publicado también en la colección del Corpus Christianorum, Continuatio Mediaeualis, editada en Turnhout (Bélgica) por Brepols. 
Sus artículos y estudios han aparecido en diversas revistas de investigación y de creación, como Presència, Els Marges, Faventia, Reduccions, Llengua & Literatura, Serra d'Or, Revista de Catalunya, L'Avenç, Clot, Faig, Quaderns de Pastoral, Ausa, Qüestions de Vida Cristiana, Cala Murta, Estudis Romànics, Ínsula, Revista de Filología Románica, Revista de lenguas y literaturas catalana, gallega y vasca, Analecta Sacra Tarraconensia, Quaderns de Versàlia, Llengua Nacional, Studia Lulliana, y las digitales Methodos, Mirandum, Convenit, Revista Internacional d’Humanitats, Notandum, Mirabilia.
Colaboró también en la prensa periódica con artículos en La Vanguardia, El País, Avui, Catalunya Cristiana, El 9 Nou y el diario digital Núvol.

### Creación literaria
Desarrolló así mismo una actividad importante en el campo de la creación literaria. Integrante de la generación del ’70, participó en la fundación de las colecciones de poesía Llibres del Mall y Ausiàs March (1973), en las cuales publicó sus primeros libros de versos. Cultivó una poesía de gran rigor formal y de una temática muy variada. Ejerció también la crítica literaria y el ensayo, y es autor de una pieza teatral religiosa y de una novela. Sus traducciones de autores antiguos y modernos han gozado de una gran divulgación. 

## Obra

### Poesía
- Temps de tempesta (1974). (en catalán)
- Encalçar el vent (1976). (en catalán)
- Dura llavor secreta (1990). (en catalán)
- D’ara i de sempre (2000). (en catalán)
- Cobles devotes (2010). (en catalán)

### Novela
- El Perdut i el seu mirall (2016). (en catalán)

### Crítica literaria
- Lletres d’enguany i d’antany (2003). (en catalán)

### Ensayo
- Estudis de literatura catalana moderna i altres assaigs (2013). (en catalán)

### Investigación

#### Filología latina
- Traducciones al catalán de autores de todas las épocas de la latinidad, entre los cuales figuran Catulo, Virgilio, Horacio, Ovidio, Suetonio, San Agustín, el Abad Oliva, Anselmo de Canterbury, Ramon Llull, Erasmo de Róterdam, Roberto Bellarmino, Francesc Calça, John Locke y Baruch Spinoza.[4]

- La poesia llatina dels Països Catalans (Segles X-XX) (1996). (en catalán)
- La poesia llatina de Montserrat en els segles XVI-XVII (El Còdex Brenach de l’Arxiu Episcopal de Vic) (1998). (en catalán)

- Raimundi Lulli Opera Latina. 97-100. In Cypro, Alleas in Cilicia deque transmarinis ueniente annis MCCCI-MCCCII compilata (2005). (en latín)
- Raimundi Lulli Opera Latina 7-9, annis 1274-1276 composita (2009). (en latín)

- Sobre Ramon Llull (2013). (en catalán)

#### Tradición clásica
- De l’Edat Mitjana al Dos mil. Estudis sobre la tradició clàssica a Catalunya. (2009). (en catalán)

#### Filología catalana
- Estudios sobre Ramon Llull, Jaume Balmes, Jacint Verdaguer, Josep Torras i Bages, Àngel Guimerà, Josep Carner, Miquel Martí i Pol, Joan Triadú, Albert Manent y otros autores del siglo XX. (en catalán)
- Editor de los epistolarios de Josep Torras i Bages y Josep Carner y colaborador en el de Carles Riba. (en catalán)
- Carles Riba (1893-1959) (1989). (en catalán)
- La plenitud poètica de Carles Riba. El període de les ‘Elegies de Bierville' (1994). (en catalán)
- Les dames de Josep Carner (1998). (en catalán)
- Carles Riba i Joan Maragall o la moral de la paraula (2011). (en catalán)
- La lenta agonia del català, o l’ús de la llengua en els mitjans de comunicació (2013). (en catalán)
- El parlar d’una familia vigatana (2014). (en catalán)

#### Retórica
- Traducción de la Retórica a Herenio (2000). (en catalán)
- L’art de la paraula (2000), el primer tratado de retórica y poética completo aparecido en catalán. (en catalán)
- Edición de la Rhetorica nova de Ramon Llull. (en latín)

## Premios
- Premio a la mejor traducción catalana del año 1982, por la Generalidad de Cataluña.
- V Premio Fundació Congrés de Cultura Catalana de Biografia i Estudis Històrics (1988).
- Premio de la Crítica ‘Serra d’Or’ 1990.
- Premio Josep Carner, del Instituto de Estudios Catalanes (1997).
- Premio de Crítica Literaria Jaume Bofill i Ferro (1999).
- Premio Camilo José Cela de crítica literaria. Premios Ciutat de Palma (2010).